# チャールズ・カマシ
チャールズ・カマシ（Charles Waweru Kamathi, 1978年5月18日 - ）はケニア出身の長距離陸上選手。エドモントンで行われた2001年世界陸上競技選手権大会の10000メートル競走で優勝。

## 略歴
カマシはケニアのキクユ族出身。1995年から陸上競技を始めた。1996年にン・ジョグ・イニ高校を卒業。1997年にトヨタ代表として走るために来日したが、腱の炎症のため10日間で帰国した。1998年、ケニア警察に入った。1999年9月、ブリュッセルで行われたメモリアルヴァンダムの10000メートル競走で26分51秒49で優勝し、1999年時点での世界記録第5位となった。
2005年に富士通陸上競技部に入部。2007年のミラノ・シティマラソンでマラソンに初出場し、2時間11分25秒で4位となった。2008年にはロッテルダムマラソンで2度目のマラソン出場し、2時間7分33秒で3位となった。富士通に所属しているマーティン・ワウエルは実弟。

## 記録
| 年     | 大会                         | 開催地                                      | 記録 | 備考           |
| ------ | ---------------------------- | ------------------------------------------- | ---- | -------------- |
| 2000年 | 世界クロスカントリー選手権   | Vilamoura, ポルトガル                       | 7位  | 長距離走       |
| 2001年 | 2001年世界陸上競技選手権大会 | エドモントン, カナダ                        | 1位  | 10,000 m       |
|        | 世界クロスカントリー選手権   | オーステンデ, ベルギー                      | 3位  | 長距離走       |
| 2002年 | 世界ハーフマラソン選手権     | ブリュッセル, ベルギー                      | 9位  | ハーフマラソン |
|        | 世界クロスカントリー選手権   | ダブリン, アイルランド                      | 5位  | 長距離走       |
| 2003年 | 2003年世界陸上競技選手権大会 | パリ, フランス                              | 7位  | 10,000 m       |
|        | IAAF世界陸上ファイナル       | モンテカルロ, モナコ                        | 8位  | 5000 m         |
| 2004年 | アテネオリンピック           | アテネ, ギリシャ                            | 13位 | 10,000 m       |
|        | 世界クロスカントリー選手権   | ブリュッセル, ベルギー                      | 5位  | 長距離走       |
|        | IAAF世界陸上ファイナル       | モンテカルロ, モナコ                        | 7位  | 5000 m         |
|        | African Championships        | ブラザヴィル, コンゴ                        | 1位  | 10,000 m       |
| 2005年 | 2005年世界陸上競技選手権大会 | ヘルシンキ, フィンランド                    | 12位 | 10,000 m       |
|        | 世界クロスカントリー選手権   | サン＝テティエンヌ- Saint-Galmier, フランス | 10位 | 長距離走       |

### パーソナル・ベスト

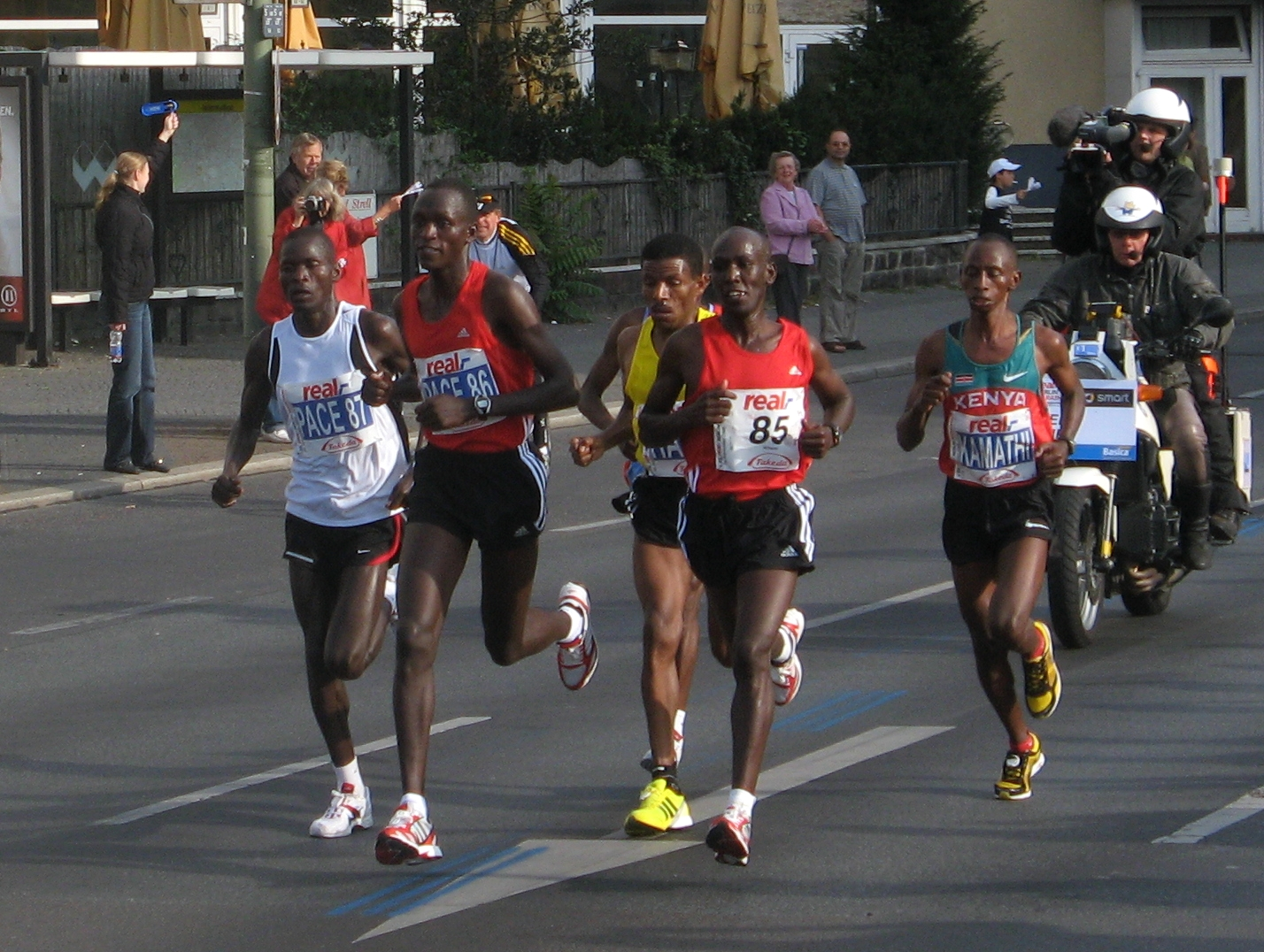
ベルリンマラソンで先頭集団を走るカマシ（右）

- 3000メートル - 7:41.89 (2003)
- 5000メートル - 13:02.51 (2002)
- 10000メートル - 26:51.49 (1999)
- ハーフマラソン - 1:00:22 (2002)
- マラソン - 2:07:33 (2008)